# Benjamin Johnson
Pour les articles homonymes, voir Johnson et Ben Johnson.
Benjamin "Ben" Johnson (né le 7 janvier 1983 à Noosa, en Australie) est un coureur cycliste australien.

## Biographie
Formé en France, Johnson est stagiaire dans l'équipe Cofidis à la fin de la saison 2003, puis passe professionnel en mai 2005. Il reste deux ans professionnel dans les équipes Agritubel puis Slipstream. Peu convaincant, il regagne l'Australie, où il court début 2008 pour l'équipe Panasonic. Sa meilleure performance est une huitième place au Circuit du Houtland en 2006.

## Palmarès et classements mondiaux

### Palmarès
- 2003
  - Bourg-Hauteville-Bourg
  - 2e du Tour du Charolais
  - 3e du Challenge Mayennais
- 2004
  - Classement général du Canberra Tour
  - 3e étape du Tour de la Creuse
- 2005
  - Grand Prix d'Antibes
  - Grand Prix Mathias Nomblot
  - 2e de Troyes-Dijon
  - 2e du Grand Prix de Vougy
  - 3e de La Durtorccha
- 2013
  - 2e de la Grafton to Inverell Classic
- 2014
  - Charles Coin Mémorial

### Classements mondiaux
| Année           | 2005   | 2006 |
| --------------- | ------ | ---- |
| UCI Europe Tour | 1 134e | 810e |